# Tim, a varázsló
Tim, a varázsló (angolul: Tim the Enchanter) a Monty Python brit humoristacsoport által kitalált karakter a Gyalog galopp című filmben, akit John Cleese személyesített meg. 
A varázslóval egy kietlen, sziklás fennsíkon találkoznak a Szent Grált kereső lovagok. Tim, látszólag teljesen értelmetlenül, robbanásokat idéz elő kézmozdulatokkal, illetve vándorbotjával. A lovagok arra kérik a varázslót, hogy vezesse el őket a kehelyhez. Tim vállalkozik arra, hogy segít eljutniuk Caerbannog barlangjához, ahol eligazítást találnak a Szent Kehelyhez. Figyelmezteti őket azonban, hogy az üreget egy szörnyeteg védi, „oly teremtmény, oly vérengző, oly gonosz, hogy aki kiállt ellene, mind holtan maradt ott. Ötven férfi komplett csontváza hever szerteszét az odújában. (...) Halál vár ott rátok nagy, görbe, randa fogakkal.”
Tim elvezeti a vitézeket a barlanghoz, ahol azok kinevetik, amikor a csontvázak között ugrándozó fehér nyúl kegyetlenkedéseit ecseteli. A varázsló ezért némi kárörömmel kommentálja, ahogy a szörnyeteg lecsap a lovagokra: „Mondtam előre! Én mondtam, de ti hallgattatok rám? Dehogy hallgattatok, nagyokosok. Ártalmatlan kis nyuszika, mondtátok ti. De így van ez mindig, én mindenkit figyelmeztetek, és senki se hallgat rám.”
Tim öltözékét a Royal Shakespeare Társaság Macbeth-boszorkányainak kosztümeiből, valamint a jelmeztervező, Hazel Pethig barátjától kölcsönkapott kosszarvas sapkából állították össze, találkozását a lovagokkal az Aberfoyle kőfejtőknél vették fel.